# Photograph 51
Photograph 51はアンナ・ジーグラー作の戯曲である。この作品は、DNAの2重らせん構造の発見において、しばしば見逃されている、キングス・カレッジ・ロンドンで働いていたX線結晶構造解析者のロザリンド・フランクリンが果たした役割に焦点を当てている。この作品は、2008年に第3回STAGE International Script Competition を受賞した。この作品は、2015年9月にロンドン ウエスト・エンドで上演された。
作品のタイトルは、ロザリンド・フランクリンの監督下に1952年5月にレイモンド・ゴスリングにより撮影されたX線回折像のニックネームPhoto 51に基づいている。 上演時間95分の、間に休憩を挟まない一幕の芝居である。
この作品は、ニューヨークのヴィニヤード・シアターで制作され、ワシントンDCのTheater J、シアトルのSeattle Repertory Theatre他の劇場でプレミア上演された後、ロンドン・ウェスト・エンドのNoël Coward Theatreで上演された。演出はMichael Grandageである。

## キャスト

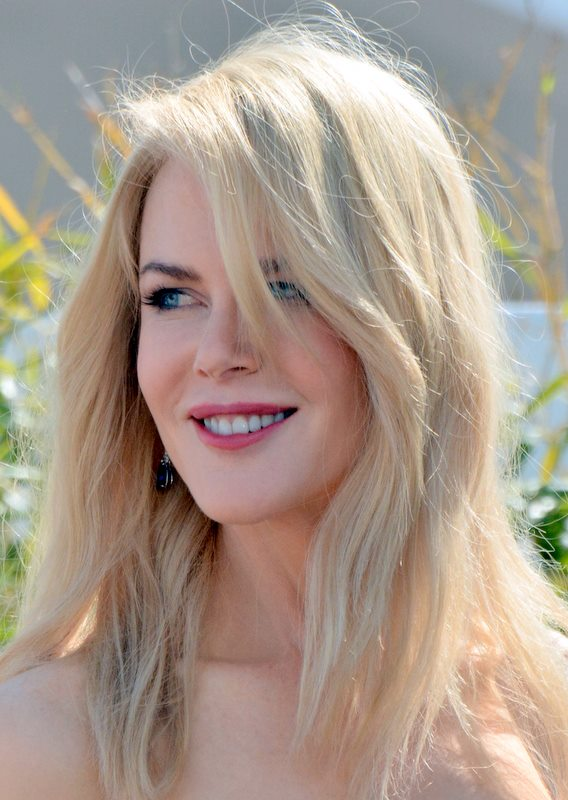
ロザリンド・フランクリンを演じたニコール・キッドマン

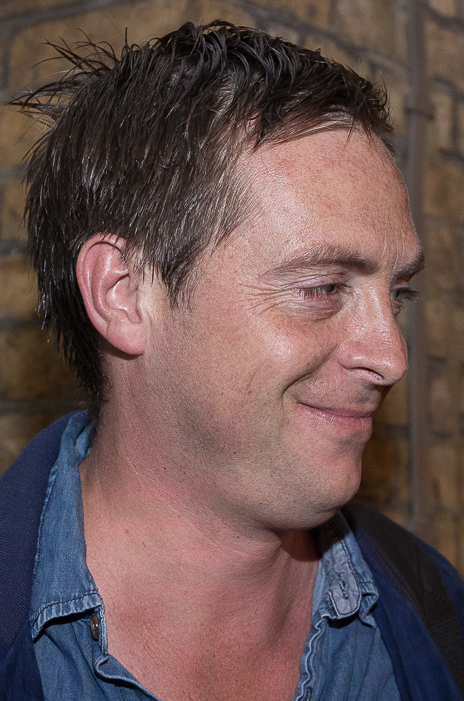
モーリス・ウィルキンスを演じたStephen Campbell Moore。上演後にNoël Coward Theatreで撮影

ウェスト・エンド・プロダクションのオリジナルキャスト:
- ニコール・キッドマン - ロザリンド・フランクリン

- Stephen Campbell Moore（英語版） - モーリス・ウィルキンス

- Edward Bennett（英語版） - フランシス・クリック
- Will Attenborough - ジェームズ・ワトソン
- Patrick Kennedy（英語版） - Donald Caspar（英語版）
- Joshua Silver（英語版） - Raymond Gosling（英語版）

## 受賞・ノミネート

### ウェスト・エンド・プロダクション
ロザリンド・フランクリンを描写したニコール・キッドマンの演技は、批評家たちの高評価を勝ち取り、賞賛と賞の対象となっている。
| 年   | 賞                                       | 分野                   | 対象          | 結果       |
| ---- | ---------------------------------------- | ---------------------- | ------------- | ---------- |
| 2015 | Harper's Bazaar Women of the Year Awards | Theatre Icon Award     | Nicole Kidman | 受賞       |
| 2015 | Evening Standard Theatre Awards          | Best Actress Award     | Nicole Kidman | 受賞       |
| 2016 | WhatsOnStage Awards                      | Best Actress in a Play | Nicole Kidman | 受賞       |
| 2016 | WhatsOnStage Awards                      | Best New Play          | Photograph 51 | 受賞       |
| 2016 | Laurence Olivier Award                   | Best Actress           | Nicole Kidman | ノミネート |

## 日本語版
2018年4月より、東京芸術劇場及び梅田芸術劇場にて日本語版が上演予定である。